# Улица Рајка од Расине
| · Улица · Рајка од Расине | · Улица · Рајка од Расине                         |
| ------------------------- | ------------------------------------------------- |
|                           |                                                   |
| Општина                   | Чукарица                                          |
| Почетак                   | Улица Милосава Блајића                            |
| Крај                      | Улица Београдског батаљона                        |
| Дужина                    | око 350 m                                         |
| Ширина                    | око 15 m                                          |
| Створена                  | друга половина 20. века                           |
| Названа                   | по српском властелину из 15. века Рајку од Расине |
|                           |                                                   |
|                           |                                                   |
|                           |                                                   |

Улица Рајка од Расине је улица која повезује Улицу Милосава Влајића са Улицом Београдског батаљона. Налази се на територији општине Чукарица.

## Име улице
Улица је добила име српском властелину из 15. века Радичу Поступовићу, који је у народним песмама био познат и као Рајко од Расине.

## Историја
У другој половини 20. века Чукарица се преобразила из скромног радничког насеља са понеком кућом на спрат у модерно градско насеље. На некадашњим пашњацима појавиле су се нове градске четврти. У то време урбанистички је сређена и ова улица.

## Улицом Рајка од Расине
Улица почиње од Улице Милосава Влајића, а завршава се код Улице Београдског батаљона. Са леве стране улице налазе се углавном породичне куће, док су са десне стране присутне стамбене зграде, пословне зграде и тржни центар. Улица је доста прометна јер је паралелна са делом Пожешке улице и користи се да би се избегла гужва.

## Суседне улице
1. Пожешка
2. Орфелинова
3. Милосава Влајића
4. Београдског батаљона

## Галерија
- Зграда Електродистрибуције
- Тржни центар
- Поглед из Улице Милосава Влајића